# Rio Kosheva
O rio Kosheva é um afluente do rio Rio Dniepre. Começa perto de Kherson, onde se separa do rio principal. Logo a frente se junta novamente com o Dniepre, formando a ilha de Rozhok.